# 富士山・河口湖映画祭
富士山・河口湖映画祭（ふじさん・かわぐちこえいがさい）は2008年から2017年にかけて山梨県の富士河口湖町で開催されていた映画祭である。

## 概要
2005年より甲府市で開催されているやまなし映画祭では「街を舞台に脚本を募集し映像化する」という市民参加形のオリジナル映画の制作を行なっていたが、事務局内で費用対効果に懐疑的な意見が出たことからこの企画は2006年の第2回で終了した。これに対しやまなし映画祭の一部スタッフはこの企画を継承できるところがないかと富士河口湖町に提案したところ町がこれに応じて予算が組まれ、同年9月に作品の募集を経て、2008年2月23日に第1回が開催された。
映画祭開催の経緯から「街を舞台に脚本を募集し映像化する」が中心となっており、シナリオコンクールの審査表彰、およびグランプリ作品をもとに制作された映画の上映が中心となっており、コンクールの審査でグランプリとなった作品に対して1年かけて撮影および編集を行ない、翌年の映画祭で上映する仕組みとなっている。映画監督や主な出演者はプロの映画監督や俳優を起用しているが、撮影場所の提供や炊き出し、エキストラ出演などは富士河口湖町が提供している。コンクール以外では富士山にちなんだ映画の上映も行われていた。
映画祭は2017年まで10回実施され、9作品のオリジナル短編作品が制作・上映されている。

## 各開催日および制作作品
グランプリ作品の()内は映像化タイトル名
| 回数 | 開催日            | グランプリ作品                                      | 監督     | 出演                                |
| ---- | ----------------- | --------------------------------------------------- | -------- | ----------------------------------- |
| 1    | 2008年2月23日     | 湖の中の観覧車                                      | 阿部誠   | 塩野勝美、青野ななみ、大澤麻実 他   |
| 2    | 2009年2月22、23日 | 小さな大きな富士山と                                | 阿部誠   | 天野芽衣子、村野武範、剛たつひと 他 |
| 3    | 2010年2月20、21日 | 雨の日の富士山 （いつか見る富士山）                 | 阿部誠   | 齋藤有代、坂上忍、剛たつひと 他     |
| 4    | 2011年2月19、20日 | 鐘楼のふたり                                        | 五藤利弘 | 佐久間麻由、佐藤貴広、モロ師岡 他   |
| 5    | 2012年2月18、19日 | 富士美高校演劇部物語・ジョフクの恋 （ジョフクの恋） | 五藤利弘 | 趣里、百瀬朔、伊嵜充則 他           |
| 6    | 2013年2月23、24日 | 未来のウエディングブーケ （ブーケ 〜a bouquet〜）   | 五藤利弘 | 円城寺あや、右手愛美、緒方幹太 他   |
| 7    | 2014年5月10、11日 | 再生〜霊峰富士に抱かれて〜                          | 外川桂   | モロ師岡、菅原麗央、富永茜 他       |
| 8    | 2015年2月21、22日 | サブちゃん                                          | 柏原寛司 | 中西良太、高畑元翔、清水美那 他     |
| 9    | 2016年2月20、21日 | 春待ちかぼちゃ                                      | 五藤利弘 | 桃果、安藤瑠一、平塚麗奈 他         |

第10回（2017年2月25、26日開催）はコンクール実施なし。前回グランプリ「春待ちかぼちゃ」を含む過去9作品の上映を実施。

## 商品
会場ではグランプリ作品の脚本や作品DVDが販売されていた。これらは一般販売されておらず、入手困難となっている。
2022年に『鐘楼のふたり』『ジョフクの恋』『ブーケ 〜a bouquet〜』『春待ちかぼちゃ』をまとめた五藤利弘の短編集DVDが販売されている。
- 「富士山・河口湖映画祭」五藤利弘監督作品短編集、2022年8月3日。ASIN B09WH7Y3VM。